# Allen's Auto Trim

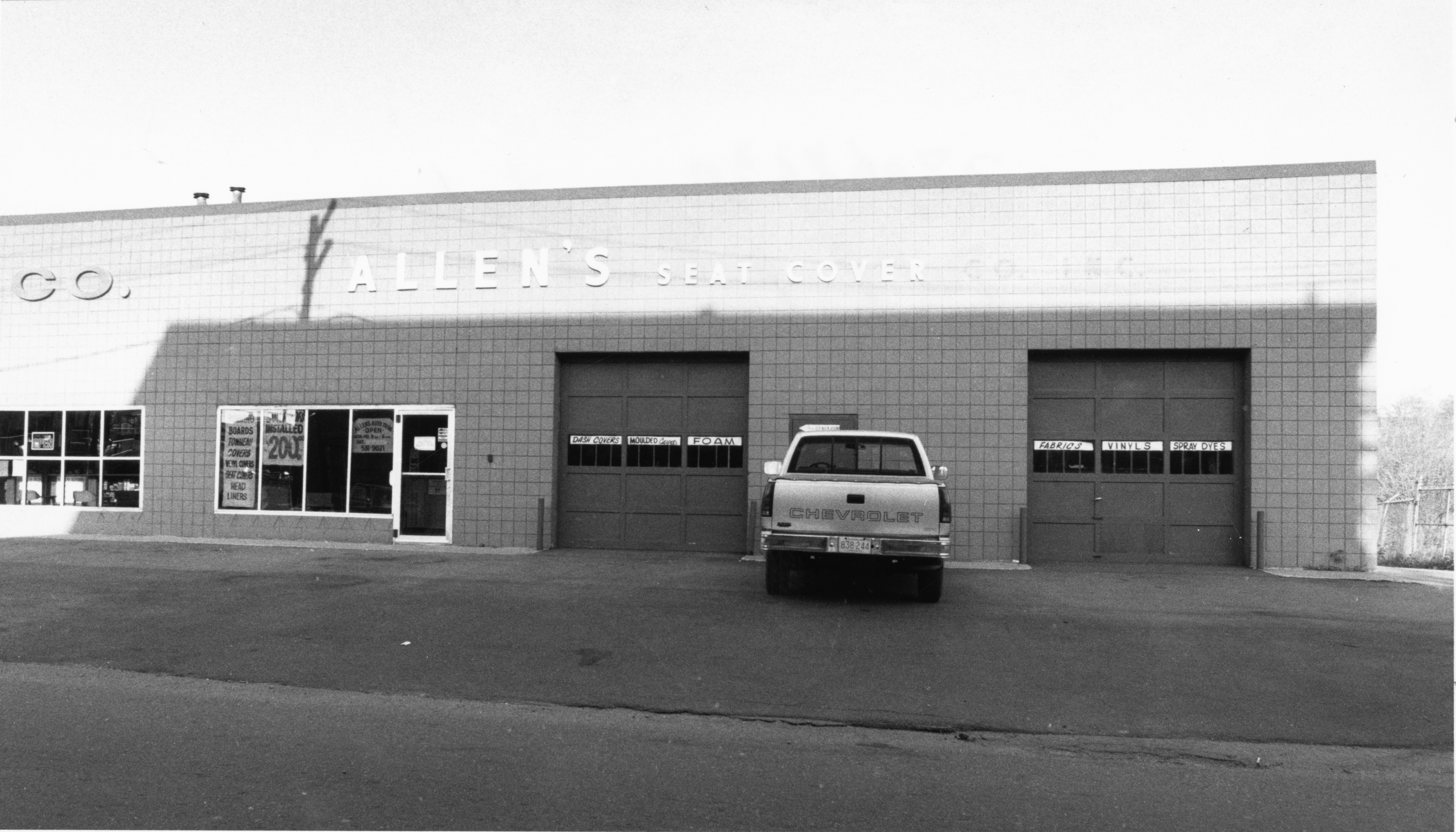
Allen's Auto Trim, 1992

Allen's Auto Trim is een Amerikaanse producent van trikes.
De bedrijfsnaam is: Allen's Auto Trim Inc., Peabody (Massachusetts).
Amerikaans bedrijf dat trikes maakt op basis van bestaande motorfietsen, voornamelijk Honda GoldWings, maar ook de Valkyrie, de Yamaha Royal Star, Yamaha Venture en sommige Harley-Davidson-modellen.